# Marc Helbling
Marc Helbling (* 24. Juni 1977) ist ein Schweizer Politikwissenschaftler.

## Leben
Er erwarb 2002 den MA in Politikwissenschaft (Universität Lausanne, 1998–2002; Institut d’études politiques de Paris, 2001–2002) und 2007 die Promotion in Politikwissenschaft (Universität Zürich bei Hanspeter Kriesi, Rogers Brubaker, Simon Hug). Von 2015 bis 2020 war er Professor (W3) für Politische Soziologie im Fachbereich Politikwissenschaft der Universität Bamberg. Seit April 2020 ist er Professor für Soziologie mit Schwerpunkt Migration und Integration an der Universität Mannheim. Zudem ist er seit 2021 Mitglied im Sachverständigenrat für Integration und Migration. Im Sommersemester 2021 war Hans-Blumenberg-Gastprofessor am Exzellenzcluster „Religion und Politik“ der Uni Münster.

## Schriften (Auswahl)
- Sprachminderheiten im Kanton Freiburg. Interessen und Interessensgruppierungen in der zweiten Hälfte des 20. Jahrhunderts. Freiburg im Üechtland 2004, ISBN 3-7228-0631-3.
- mit Virgile Perret, Olivier Giraud, Marc Helbling und Monica Battaglini: Les Cantons suisses face au Chômage. Fédéralisme et Politiques de l’Emploi. Paris 2007, ISBN 978-2-296-02888-3.
- Practising Citizenship and Heterogeneous Nationhood. Naturalisations in Swiss Municipalities. Amsterdam 2008.
- mit Hanspeter Kriesi, Edgar Grande, Martin Dolezal, Marc Helbling, Dominic Höglinger, Swen Hutter und Bruno Wüest: Political Conflict in Western Europe. Wiesbaden 2012, ISBN 9781107024380.